# Hermannskopf
Der Hermannskopf ist ein 531 m hoher Berg im Pfälzerwald (Rheinland-Pfalz).

## Geographie

### Lage
Der Hermannskopf liegt ca. einen Kilometer nördlich der Gemeinde Lindenberg und ca. 1,5 Kilometer westlich von Lambrecht. Sein Gipfel liegt auf der Gemarkung der Stadt Deidesheim, der östliche Hang gehört zu Lindenberg.
Ein Forstweg führt auf den Gipfel. Dort steht ein Hochsitz und eine Futterkrippe für Tiere. Ein wenig unterhalb des Gipfels steht ein weiterer Hochsitz.

### Naturräumliche Zuordnung
Der Hermannskopf liegt in der Hierarchie der Naturräume in folgender Schachtelung:
- Großregion 1. Ordnung: Schichtstufenland beiderseits des Oberrheingrabens
- Großregion 2. Ordnung: Pfälzisch-saarländisches Schichtstufenland
- Großregion 3. Ordnung: Pfälzerwald
- Region 4. Ordnung (Haupteinheit): Mittlerer Pfälzerwald

## Wanderwege
Entlang seiner Westflanke verläuft ein Wanderweg, der mit einem blau-roten Balken gekennzeichnet ist und von Kirchheimbolanden bis nach Pirmasens führt. Auf seiner Ostseite führt der mit einem blau-gelben Balken markierte Weg vorbei, er verläuft zwischen Deidesheim und Rhodt unter Rietburg.